# Delta Ceti
Delta Ceti (82 Ceti) é uma estrela na direção da constelação de Cetus. Possui uma ascensão reta de 02h 39m 28.95s e uma declinação de +00° 19′ 42.7″. Sua magnitude aparente é igual a 4.08. Considerando sua distância de 647 anos-luz em relação à Terra, sua magnitude absoluta é igual a −2.41. Pertence à classe espectral B2IV. É uma estrela variável β Cephei.